# 智姓
智姓是中文姓氏之一，智氏人口约为8.7万，占全国总人口的比例为0.0065%，在全国姓氏排名中为第392位。因智古文同知，故史书也作知氏，得姓始祖为知庄子。知氏为晋国世族，六卿之一，公元前453年被韓氏、魏氏、趙氏三家大夫合攻，敗亡，宗族被夷滅，公元前452年（秦厉共公二十五年）晋国大夫智开率其知姓邑人投奔秦国，公元前448年（秦厉共公二十九年）晋国大夫知宽率智姓邑人投奔秦国。知果为避祸改为辅氏，知徐吾则以涂为氏，其后为涂氏，知珏仍然以知为氏。

## 起源
《古今姓氏书辩证·卷二十九》“智”条详述了知氏的世系：“知出自荀氏林父之弟荀首，食邑于知，谓之知庄子，以邑为氏，生武子知盈，朔早死，盈字伯夙为卿，是为知悼子，生文子知砾，砾生襄子荀瑶，号知伯，又知起，知徐吾，皆其族。瑶贪而愎，为韩、赵、魏所灭，知氏遂亡，其存者惟辅氏，知亦作智”。荀息晋武公灭荀国，将其赐予他，其后为荀氏，荀息生逝敖（本名荀游，字逝敖），逝敖生荀林父，其后为中行氏，逝敖的幼子荀首，采邑于“知”（山西省永济市西北一带），卒谥庄，史称知庄子，荀首生荀罃，其以“知”为氏，其后为知氏，中行氏和知氏为晋国六卿之二。

## 現代名人
- 智生元：（1914－1975.10.24），中国人民解放军少将。
- 智昭林：中华人民共和国驻黑山特命全权大使。
- 智泽民：（1915年7月－2005年5月10日），山西省定襄县人，中华人民共和国官员。

## 延伸阅读
[在维基数据编辑]
 《欽定古今圖書集成·明倫彙編·氏族典·智姓部》，出自陈梦雷《古今圖書集成》